# Béziers Méditerranée
Pour les articles homonymes, voir Béziers (homonymie).
Béziers Méditerranée  est une communauté d'agglomération française, située dans le département de l'Hérault et la région Occitanie.

## Historique

Logo de Béziers Méditerranée jusqu'en 2020.

Elle est créée le 1er janvier 2002. À la suite de la dissolution de la communauté de communes du Pays de Thongue, le 1er janvier 2017, les communes d'Alignan-du-Vent, Coulobres, Montblanc et Valros rejoignent la communauté d'agglomération.

## Territoire communautaire

### Composition
La communauté d'agglomération est composée des 17 communes suivantes :

| Nom                    | Code Insee | Gentilé         | Superficie (km2) | Population (dernière pop. légale) | Densité (hab./km2) |
| ---------------------- | ---------- | --------------- | ---------------- | --------------------------------- | ------------------ |
| Béziers (siège)        | 34032      | Biterrois       | 95,48            | 80 815 (2022)                     | 846                |
| Alignan-du-Vent        | 34009      | Alignanais      | 17,3             | 1 761 (2022)                      | 102                |
| Bassan                 | 34025      | Bassanais       | 6,79             | 2 353 (2022)                      | 347                |
| Boujan-sur-Libron      | 34037      | Boujanais       | 7,02             | 3 536 (2022)                      | 504                |
| Cers                   | 34073      | Cersois         | 7,85             | 2 523 (2022)                      | 321                |
| Corneilhan             | 34084      | Corneilhanais   | 14,23            | 1 632 (2022)                      | 115                |
| Coulobres              | 34085      | Coulobrais      | 2,99             | 371 (2022)                        | 124                |
| Espondeilhan           | 34094      | Espondeilhanais | 5,08             | 1 176 (2022)                      | 231                |
| Lieuran-lès-Béziers    | 34139      | Lieuranais      | 8,51             | 1 483 (2022)                      | 174                |
| Lignan-sur-Orb         | 34140      | Lignanais       | 3,41             | 3 227 (2022)                      | 946                |
| Montblanc              | 34166      | Montblanais     | 26,94            | 2 896 (2022)                      | 107                |
| Sauvian                | 34298      | Sauviannais     | 13,07            | 5 498 (2022)                      | 421                |
| Sérignan               | 34299      | Sérignanais     | 27,45            | 8 437 (2022)                      | 307                |
| Servian                | 34300      | Serviannais     | 40,61            | 5 427 (2022)                      | 134                |
| Valras-Plage           | 34324      | Valrassiens     | 2,35             | 4 300 (2022)                      | 1 830              |
| Valros                 | 34325      | Valrossiens     | 6,61             | 1 665 (2022)                      | 252                |
| Villeneuve-lès-Béziers | 34336      | Villeneuvois    | 17,31            | 4 283 (2022)                      | 247                |

### Démographie
| 1968    | 1975    | 1982    | 1990    | 1999    | 2010    | 2015    | 2021    |
| ------- | ------- | ------- | ------- | ------- | ------- | ------- | ------- |
| 100 602 | 105 788 | 102 637 | 103 381 | 105 697 | 114 221 | 122 498 | 129 880 |

## Administration

### Siège
Le siège social de la communauté d'agglomération se situe 39 boulevard de Verdun à Béziers.

### Les élus
Le conseil communautaire de la communauté d'agglomération se compose de 55 conseillers communautaires.
Ils sont répartis comme suit :
| Nombre de conseillers | Communes                                        |
| --------------------- | ----------------------------------------------- |
| 27                    | Béziers                                         |
| 4                     | Sérignan                                        |
| 3                     | Sauvian, Servian, Villeneuve-lès-Béziers        |
| 2                     | Boujan-sur-Libron, Lignan-sur-Orb, Valras-Plage |
| 1 (+ 1 suppléant)     | les autres communes                             |

### Présidence
| Nom | Nom             | Parti        | Début | Fin         | Fonctions         |
| --- | --------------- | ------------ | ----- | ----------- | ----------------- |
|     | Raymond Couderc | UMP          | 2001  | 2014        | Maire de Béziers  |
|     | Frédéric Lacas  | UMP, LR      | 2014  | 2020        | Maire de Sérignan |
|     | Robert Ménard   | Apparenté RN | 2020  | En fonction | Maire de Béziers  |

### Vice-présidents
Le conseil communautaire compte huit vice-présidents, ils sont élus par ce même conseil et reçoivent une délégation de fonctions.
|    | Nom | Nom               | Parti | Mandats                         |
| -- | --- | ----------------- | ----- | ------------------------------- |
| 01 |     | Robert Gély       | DVD   | Maire de Lieuran-lès-Béziers    |
| 02 |     | Gérard Abella     | DVD   | Maire de Boujan-sur-Libron      |
| 03 |     | Christophe Thomas | DVD   | Maire de Servian                |
| 04 |     | Claude Allingri   | LR    | Maire de Montblanc              |
| 05 |     | Didier Bresson    | CNIP  | Maire de Cers                   |
| 06 |     | Fabrice Solans    | ECO   | Maire de Villeneuve-lès-Béziers |
| 07 |     | Bertrand Gelly    | SE    | Maire de Corneilhan             |
| 08 |     | Christophe Pastor | DVD   | Maire de Alignan-du-Vent        |

### Régime fiscal et budget
Le régime fiscal de la communauté d'agglomération est la fiscalité professionnelle unique (FPU).